# Pat Barker
Pat Barker, all'anagrafe Patricia Mary W. Drake (Thornaby-on-Tees, 8 maggio 1943) è una scrittrice inglese, vincitrice del Booker Prize nel 1995 per The Ghost Road, il quale venne anche selezionato per il "Best of the Booker" nel 1998.

## Opere
- Lettere d'amore (Union Street, 1982), trad. di Marcella Dallatorre, Milano, Frassinelli, 1990, ISBN 88-7684-141-5; Trezzano sul Naviglio, Euroclub, 1991
- Blow Your House Down (1984)
- The Century's Daughter, conosciuto anche come Liza's England (1986)
- The Man Who Wasn't There (1988)
- Regeneration Trilogy:
  -  Rigenerazione, traduzione di Norman Gobetti, Collana Stile Libero Big, Torino, Einaudi, 2023, ISBN 978-88-062-5626-5. [contiene i 3 romanzi: Rigenerazione, L'occhio nella porta, La strada fantasma]
    - Rigenerazione (Regeneration, 1991), trad. di Norman Gobetti, Collana Nova, Genova, Il melangolo, 1997, ISBN 88-7018-324-6. [esaurito]
    - L'occhio nella porta (The Eye in the Door, 1993), trad. di Norman Gobetti, a cura di Anna Nadotti, Collana Nova, Genova, Il melangolo, 1999, ISBN 88-7018-381-5. [esaurito]
    - The Ghost Road (1995), vincitore del Booker Prize
- Another World (1998)
- Labili confini (Border Crossing, 2001), trad. di M. Amante, Collana Romanzi e racconti, Milano, Baldini & Castoldi, 2002, ISBN 88-8490-142-1.
- Double Vision (2003)
- Life Class (2007)
- Toby's Room (2012)
- Noonday (2015)
- Il silenzio delle ragazze (The Silence of the Girls, 2018), Collana Stile Libero Big, Torino, Einaudi, 2019, ISBN 88-06-24-102-8.
- Il pianto delle troiane (The Women of Troy, 2021), Collana Stile Libero Big, Torino, Einaudi, 2022, ISBN 978-88-062-5162-8.